# کیوتوکو
کیوتوکو (به ژاپنی: 享徳 Kyōtoku) نام یک عصر تاریخی ژاپنی بود. این عصر بعد از هوتوکو و قبل از کوشو (دوره) قرار داشت و از ژوئیه ۱۴۵۲ تا ژوئیه ۱۴۴۵ میلادی به طول انجامید. در طی این عصر امپراتور گو-هانزونو امپراتور ژاپن بود.